# Сцены сексуального характера
«Сце́ны сексуа́льного хара́ктера» (англ. Scenes of a Sexual Nature) — фильм режиссёра Эдварда Блума 2006 года.

## Сюжет
Каждый день лондонский парк Хемпстед Хит посещают множество людей разных возрастов и разных жизненных позиций. И каждый размышляет о роли любви и секса в своей жизни…

## В ролях
- Юэн Макгрегор — Билли
- Холли Эйрд — Молли
- Айлин Эткинс — Айрис
- Хью Бонневилль — Джерри
- Том Харди — Ноэль
- Эдриан Лестер — Пит
- Полли Уокер — Эстер
- Кэтрин Тейт — Сара
- Линкольн, Эндрю — Джейми
- Софи Оконедо — Анна

## Съёмочная группа
- Режиссёры — Эшлин Дитта[англ.], Эд Блум
- Сценарист — Эшлин Дитта
- Оператор — Дэвид Мэдоуз
- Композитор — Доминик Шеррер
- Художник — Гордон Грант
- Продюсеры — Аманда Викки, Вадим Жан[англ.], Эд Блум